# Bitwa nad Stochodem

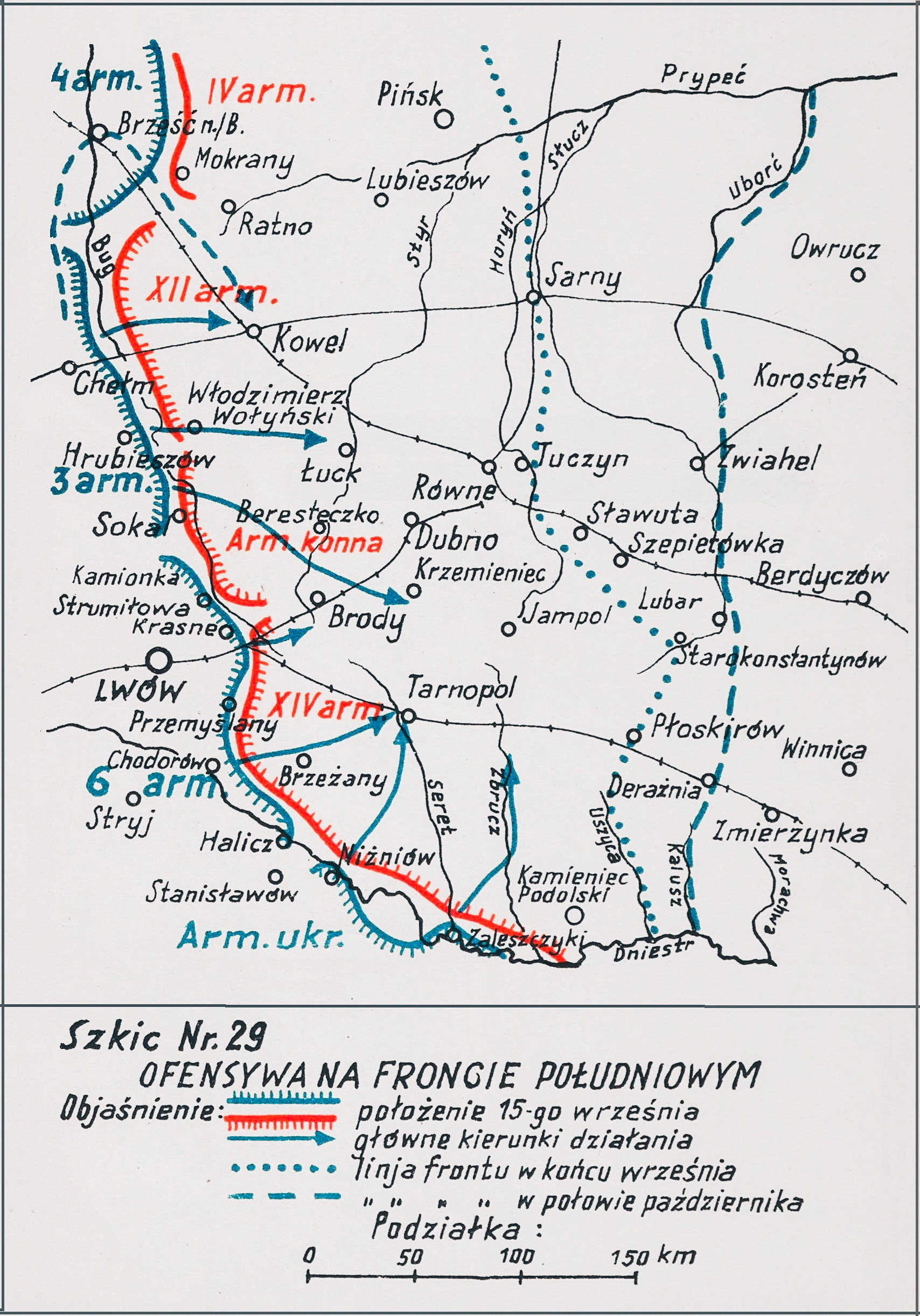
Adam Przybylski,
Wojna Polska 1918–1921

Bitwa nad Stochodem – część wielkiej bitwy wołyńsko-podolskiej; walki polskiej 18 Dywizji Piechoty z oddziałami sowieckiej 12 Armii w czasie ofensywy jesiennej wojsk polskich w okresie wojny polsko-bolszewickiej.

## Geneza
2 września, jeszcze w czasie walk pod Zamościem, Naczelne Dowództwo Wojska Polskiego zdecydowało, iż 3. i 6 Armie, po stosownym przegrupowaniu, około 10 września podejmą większą akcję zaczepną w kierunku wschodnim celem „nie tylko odrzucenia nieprzyjaciela poza granice Małopolski, lecz także rozbicia i zdezorganizowania jego sił tak, aby później można było utrzymać front przy użyciu słabych sił własnych". 3 Armia przystąpiła do działań 10 września. Wstępnym etapem był zagon grupy motorowej mjr. Włodzimierza Bochenka wyprowadzony z Włodawy, który przeprawił się przez Bug i następnego dnia opanował Kowel. Za nim ruszyło natarcie sił głównych armii. Grupa gen. Franciszka Krajowskiego uderzyła czołowo i sforsowawszy Bug, parła forsownym marszem w ogólnym kierunku wzdłuż linii kolejowej Chełm – Kowel. Na południe od grupy gen. Krajowskiego, z obszaru Hrubieszowa w kierunku Łucka, nacierała grupa gen. Stanisława Hallera, a grupa gen. Lucjana Żeligowskiego uderzyła na Sokal.

## Walczące wojska
| Jednostka                      | Dowódca                   | Podporządkowanie    |
| Wojsko Polskie                 |                           |                     |
| dowództwo 18 Dywizji Piechoty  | gen. Franciszek Krajowski | 3 Armia             |
| ⇒ I/49 pułku piechoty          |                           | 18 Dywizja Piechoty |
| ⇒ I/145 pułku piechoty         |                           | 18 Dywizja Piechoty |
| ⇒ 2/18 pułku artylerii lekkiej | por. Konrad Unger         | 18 Dywizja Piechoty |
| Armia Czerwona                 |                           |                     |
| dowództwo 12 Armii             | Nikołaj Kuźmin            | Front Płd. Zach.    |
| ⇒ pociągi pancerne             |                           |                     |

## Walki nad Stochodem
Pod wrażeniem sukcesu grupy pancerno-motorowej mjr. Włodzimierza Bochenka pod Kowlem dowództwo polskie postanowiło wykorzystać samochody do dokonania wypadu na Łuck.
Zadanie zorganizowania wypadu otrzymała 18 Dywizja Piechoty. Utworzono grupę szybką na samochodach w składzie I batalion 49 pułku piechoty i batalion 145 pułku piechoty. Grupę wspierać miała 2 bateria 18 pułku artylerii polowej.
Za grupą zmotoryzowaną maszerowały pozostałe pododdziały obu pułków piechoty.
15 września kolumna polska dotarła nad Stochód, na południe od Rożyszcz. Podczas przeprawy samochodów przez rzekę nadjechały dwa sowieckie pociągi pancerne i celnym ogniem zniszczyły osiem ciężarówek. Mimo wysiłków, 2 bateria nie mogła podjąć równorzędnej walki ogniowej z pociągami pancernymi. Poległ jej dowódca por. Konrad Unger i kilku kanonierów. Baterię zaatakowała też sowiecka piechota. W ataku na bagnety wybiła większość obsług i zdobyła działa. Dopiero spóźniony kontratak I/49 pułku piechoty odbił je, a ocalałe działony otworzyły ponownie ogień, zmuszając pociągi pancerne do odwrotu.

## Bilans walk
Z uwagi na poważne straty grupy zmotoryzowanej i utratę elementu zaskoczenia, dowództwo polskie postanowiło zrezygnować z prowadzenia dalszych działań w kierunku na Łuck.